# 1605 Миланкович
1605 Миланкович (1605 Milankovitch) — астероїд головного поясу, відкритий 13 квітня 1936 року.
Тіссеранів параметр щодо Юпітера — 3,219.